# 徐九经升官记
《徐九经升官记》是一出著名中国戏曲，有京剧、潮剧等不同版本。此剧由一段单口相声《姚家井》的故事改编而成，讲述了一个清官徐九经升官而又辞职返乡的故事。
明朝玉田知县徐九经相貌丑陋，但满腹经纶，因怀才不遇而终日酗酒。直至有一次因遇见难案，并肩王保其升官为大理寺正卿。徐九经主持正义，巧解难案后，感慨官场混乱，辞职返乡。其中唱词“我劝世人莫作官”广为流传。戏曲主人公为丑角，对演员表演技巧要求颇高。